# Daniel Schmidt (piłkarz)
Daniel Schmidt (jap. シュミット・ダニエル Shumitto Danieru) (ur. 3 lutego 1992 w Illinois) – japoński piłkarz amerykańskiego pochodzenia występujący na pozycji bramkarza w belgijskim klubie Sint-Truidense VV.

## Kariera piłkarska
Od 2014 roku występował w Vegalta Sendai, Roasso Kumamoto i Matsumoto Yamaga FC.

## Sukcesy

### Klubowe
Vegalta Sendai
- Finalista Pucharu Cesarza: 2018

### Reprezentacyjne
Japonia
- Wicemistrzostwo Pucharu Azji AFC: 2019